# Nicolaus Bruhns
Nicolaus Bruhns (även Nikolaus, Nicholas), född under senare delen av 1665, död 8 april (28 mars) 1697 i Husum, var en dansk-tysk organist, violinist och kompositör. Han var en av de mest framstående organisterna och kompositörerna i sin generation.

## Biografi
Bruhns föddes i Schwabstedt (danska: Svavsted ), en liten bosättning nära Husum. Han kom från en familj av musiker och kompositörer. Hans farfar, Paul (död 1655), arbetade som lutenist i Lübeck. Hans tre söner valde alla musikaliska karriärer. Bruhns far, även kallad Paul (1640 ––cirka 1689), blev organist i Schwabstedt, eventuellt efter att ha studerat med Franz Tunder. Nicolaus var uppenbarligen ett underbarn: enligt Ernst Ludwig Gerber kunde han spela orgel och komponera kompetenta verk för klaver och sång redan i tidig ålder. Han fick förmodligen sina första musiklektioner av sin far.
Vid 16 års ålder skickades Bruhns tillsammans med sin yngre bror Georg till Lübeck för att bo hos sin farbror Peter, som skulle lära Bruhns fiol och viola da gamba. De två bröderna studerade också orgel och komposition, Georg under Bernhard Olffen, organist från St. Aegidien och Nicolaus under Dieterich Buxtehude. Den senare, en av de bästa kompositörerna under sin tid, var så imponerad av Bruhns talanger och framsteg att han ansåg honom som sin bästa elev och så småningom rekommenderade honom till Köpenhamn. Där arbetade Bruhns som organist och violinist. Den 29 mars 1689 tävlade han om positionen som organist för stadskyrkan i Husum och accepterades enhälligt. Inom ett par månader erbjöds han en tjänst i Kiel, men avböjde när myndigheterna i Husum ökade hans lön. Bruhns stannade kvar i Husum till sin alltför tidiga död 1697, 31 år. Hans enda son, Johan Paul, valde en karriär inom teologi. Bruhns efterträddes i Husum av sin bror Georg.

## Utmärkelser
Asteroiden 5127 Bruhns är uppkallad efter honom.

## Verk
Bruhns bevarade verk är tyvärr få: endast 12 vokalverk och 5 orgelverk finns kvar. De vokala verken består av fyra sakrala konserter som etablerade en ny nivå av virtuositet i genren och tre sakrala madrigalkantater som representerar en direkt koppling till nästa sekel och Johann Sebastian Bachs verk. Även om instrumentalkompositionerna i de flesta av dessa verk tyder på att Bruhns bara kunde förlita sig på musiker av genomsnittlig skicklighet, finns det rörelser, som den öppnande sonatinan i solokantaten Mein Herz ist bereit, som är i hög grad utvecklad med virtuosa strukturer. Bruhns skrev med största sannolikhet kammarmusik, som kan ha varit av samma höga kvalitet, men ingen av dessa verk finns bevarade.
Orgelverken består av fyra preludier och en koralfantasi på psalmen "Nun komm, der Heiden Heiland". Den mest betydelsefulla av dessa stycken är den större av de två preludierna i e-moll, som vanligtvis beskrivs som ett av de största verken under den nordtyska orgeltraditionen. Även om Johann Sebastian Bachs son Carl Philipp Emanuel Bach hävdade att hans far beundrade och studerade Bruhns arbeten, har forskarna inte spårat något direkt inflytande.

## Lista över verk

### Sångverk
- Muss nicht der Mensch auf dieser Erden i stetem Streite sein
- Ich har Lust abzuscheiden
- O werter heil'ger Geist
- Hemmt eure Traenenflut
- Ich liege und schlafe
- Jauchzet dem Herren
- Wohl dem, der den Herren fürchtet
- De profundis
- Paratum cor meum
- Die Zeit meines Abschieds ist vorhanden
- Erstanden ist der heilige Kristus
- Der Herr hat seinen Stuhl im Himmel bereitet
- Mein Herz ist bereit -  Exempel och noter

### Instrumentala verk
Orgelverk
- Preludium "Stora" i e-moll -  Exempel ( info ), noter
- Preludium "lilla"  i e-moll " -  Exempel och noter
- Koralfantasi: Nun Komm der Heiden Heiland
- Preludium i g-dur
- Preludium i d-dur (fragment)
- Preludium i g-moll